# Гюзельдже Али-паша
Истанкёулю Гюзельдже Али-паша (тур. İstanköylü Güzelce Ali Paşa; ок. 1581 — 9 марта 1621, Стамбул) — османский государственный деятель, капудан-паша (1617—1619) и великий визирь в правление султана Османа II.

## Биография
Гюзельдже Али-паша был сыном бейлербея Туниса Ахмеда-паши, который погиб в 1590 году в войне с самозванцем Яхья, который выдавал себя за махди. Али-паша служил санджак-беем Дамиетты, в течение 15 лет, заняв эту должность в юном возрасте. Гюзельдже Али-паша занимал должности бейлербея Йемена,  бейлербея Туниса, бейлербея Моры и бейлербея Кипра. 
В январе 1617 года султан Ахмед I назначил его новым главнокомандующим флотом. В августе 1617 года его флот попал в сильный шторм в Средиземном море и 11 галер было уничтожено. Новый султан Мустафа I уволил его с этой должности, но затем восстановил, позволив командовать османским флотом. 
В 1619 году во время одной из морских экспедиций в Средиземном море, его корабли захватили 6 галеонов, 200 пленников и богатую добычу, которая была доставлена в Стамбул. Султан Осман II наградил Али-пашу золотой цепью, но великий визирь Окюз Мехмед-паша был недоволен, заявив, что эти товары принадлежали Франции и Венеции, которые находились в мире с Османской империей. Окюз Мехмед-паша посчитал, что Али-паша присвоил себе часть захваченных товаров, но Осман II не обратил никакого внимания на эти обвинения.
23 декабря 1619 года Окюз Мехмед-паша был отправлен в отставку и на его место был назначен Гюзельдже Али-паша. В качестве великого визиря он занимался пополнением государственной казны за счёт конфискации имущества своих противников из окружения султана. Он финансировал османскую армию во время польско-турецкой войны, но в походе не участвовал по состоянию здоровья. Скончался 9 марта 1621 года в Стамбуле в возрасте около 40 лет; был похоронен в комплексе Яхья-эфенди.